# Catarina Martins
Catarina Soares Martins (Porto, 7 settembre 1973) è un'attrice e politica portoghese, attualmente eurodeputata e ex portavoce del partito di sinistra Blocco di Sinistra.

## Biografia
Catarina Martins frequenta le elementari prima a Sao Tomé e poi a Capo Verde dove si erano trasferiti i genitori. Ritorna in Portogallo all'età di 9 anni.
Si laurea in Lingue e letterature moderne presso la Open University (Lisbona), consegue un master in Didattica delle lingue presso l'Università di Porto, quindi si dedica al teatro. È co-fondatrice di un progetto d'avanguardia nato a Porto nel 1994 e intitolato "Companhia de Teatro de Visões Úteis" (Compagnia teatrale visioni utili).
Entra in Parlamento nel 2009, come deputata del Blocco di Sinistra (BE). Diventa portavoce del partito nel 2012 assieme a João Semedo e succedendo a Francisco Louçã.
Nel 2014 rimane portavoce unica del BE.
Alle elezioni politiche del 2015 conduce il partito a raddoppiare i consensi e i seggi arrivando ad avere il 10,3% e 19 seggi. Nel dicembre 2015 la rivista americana Politico classifica Catarina Martins come una delle 28 personalità di spicco in Europa, considerandola "il volto della sinistra"..

## Vita privata
È sposata e madre di due figlie.